# Lasioglossum hadrandrum
Lasioglossum hadrandrum är en biart som först beskrevs av Michener 1979.  Lasioglossum hadrandrum ingår i släktet smalbin, och familjen vägbin. Inga underarter finns listade i Catalogue of Life.